# Tipula (Lunatipula) erectispina
Tipula (Lunatipula) erectispina is een tweevleugelige uit de familie langpootmuggen (Tipulidae). De soort komt voor in het Palearctisch gebied.